# Michele Scarponi
Michele Scarponi (Iesi, Ancona, Italia, 25 de septiembre de 1979-Filottrano, Ancona, 22 de abril de 2017) fue un ciclista italiano miembro del equipo Astana.

## Biografía
Debutó como profesional en 2002 con el equipo italiano del Acqua & Sapone.
El 2 de agosto de 2010 fichó por el equipo Lampre-Farnese Vini con el objetivo de vencer en el Giro de Italia 2011.
El 6 de febrero de 2012 el Tribunal de Arbitraje Deportivo sanciona con dos años a Alberto Contador, anulando todos los títulos conseguidos desde el 5 de agosto de 2010. El gran beneficiado es Scarponi ya que pasa a ganar el Giro de Italia 2011 y la Volta a Cataluña 2011.
En 2016, corrió el Giro de Italia, donde fue pieza fundamental en las etapas de alta montaña para que su compañero Vincenzo Nibali ganara la carrera. En agosto, fue líder de su equipo en la Vuelta a España, donde ocupó el 11° puesto en la clasificación general.
En 2017, ganó una etapa del Tour de los Alpes. Tenía previsto acudir al Giro de Italia como líder de su equipo, en detrimento de Fabio Aru, quien sufrió una lesión de rodilla que le impediría estar preparado para competir en la corsa rosa. Sin embargo, un conductor de un automóvil, días antes del inicio de la carrera mientras entrenaba en Filottrano, acabó con su vida a los 37 años.

## Muerte
Michele Scarponi murió el 22 de abril de 2017 al ser arrollado por una furgoneta en un cruce mientras se entrenaba en su localidad natal Filottrano, Ancona. Según las primeras averiguaciones, el vehículo no respetó la prioridad y arremetió contra el corredor. El servicio médico llegó al momento pero no pudieron hacer nada por el fallecido ciclista. Fuentes revelan que el conductor del vehículo iba mirando su teléfono móvil en el momento del accidente.
Scarponi dejaba esposa y dos hijos varones gemelos.

## Palmarés
| 2002 - 1 etapa de la Settimana Lombarda - 1 etapa del Giro del Trentino 2003 - 1 etapa del Giro de los Abruzzos 2004 - 1 etapa de la Settimana Coppi e Bartali - Settimana Lombarda, más 2 etapas - Carrera de la Paz, más 1 etapa 2007 - Settimana Coppi e Bartali, más 1 etapa 2009 - Tirreno-Adriático, más 1 etapa - 2 etapas del Giro de Italia 2010 - 1 etapa de la Tirreno-Adriático - Settimana Lombarda, más 1 etapa - 1 etapa del Giro de Italia | 2011 - 1 etapa del Giro de Cerdeña - 1 etapa de la Tirreno-Adriático - Giro del Trentino - Volta a Cataluña - Giro de Italia , más clasificación por puntos 2013 - 2.º en el Campeonato de Italia en Ruta - Gran Premio Costa de los Etruscos 2017 - 1 etapa del Tour de los Alpes |

## Resultados en Grandes Vueltas y Campeonatos del Mundo
| Carrera         | Carrera         | 2002 | 2003 | 2004 | 2005 | 2006 | 2007 | 2008 | 2009 | 2010 | 2011 | 2012 | 2013 | 2014 | 2015 | 2016 |
| --------------- | --------------- | ---- | ---- | ---- | ---- | ---- | ---- | ---- | ---- | ---- | ---- | ---- | ---- | ---- | ---- | ---- |
|                 | Giro de Italia  | 18.º | 16.º | —    | 47.º | Ab.  | —    | —    | 32.º | 4.º  | 1.º  | 4.º  | 4.º  | Ab.  | —    | 16.º |
|                 | Tour de Francia | —    | —    | 32.º | —    | —    | —    | —    | —    | —    | —    | 24.º | —    | 49.º | 41.º | —    |
|                 | Vuelta a España | —    | 13.º | —    | 12.º | —    | —    | —    | —    | —    | Ab.  | —    | 15.º | —    | —    | 11.º |
| Mundial en Ruta | Mundial en Ruta | —    | —    | —    | —    | —    | —    | —    | Ab.  | —    | —    | —    | 16.º | —    | —    | —    |

—: no participa 
Ab.: abandono

## Equipos
- Acqua & Sapone (2002)
- Domina Vacanze (2003-2004)
- Liberty Seguros (2005-2006)
- Acqua & Sapone (2007)
- Serramenti PVC Diquigiovanni (2008-2009)
- Androni Giocattoli (2010)
- Lampre (2011-2013)
  - Lampre-ISD (2011-2012)
  - Lampre-Merida (2013)
- Astana Pro Team (2014-2017)